# Pujols (Lot i Garonna)
Pujols – miejscowość i gmina we Francji, w regionie Nowa Akwitania, w departamencie Lot i Garonna.
Według danych na rok 1990 gminę zamieszkiwało 3608 osób, a gęstość zaludnienia wynosiła 144 osób/km² (wśród 2290 gmin Akwitanii Pujols plasuje się na 117. miejscu pod względem liczby ludności, natomiast pod względem powierzchni na miejscu 372.).